# Дикость (фильм, 2006)
«Дикость» (англ. Wilderness) — фильм ужасов с элементами триллера 2006 года режиссёра Майкла Бассетта. Премьера фильма состоялась 19 марта 2006 года.

## Сюжет
Парень по имени Дэйви, находящийся в тюрьме, заканчивает жизнь самоубийством. Начальство исправительного учреждения глубоко обеспокоено случившимся событием и, в связи с этим, отправляет сокамерников Дэйви вместе с надзирателем Чедом на необитаемый остров, который в былые времена служил военным полигоном. Цель такого поворота событий проста — научиться парням жить вместе и совместно переносить тяготы и лишения. Однако вскоре выясняется, что остров не так уж и необитаем — группа парней встречает такую же группу женщин, а также знакомятся с отшельником, живущим в развалинах. Но вскоре все эти люди узнают о существовании на острове некоего Охотника, орудующего арбалетом и имеющим целую свору собак-волкодавов. Охотник начинает методично истреблять имеющихся людей, при этом используя хитрые ловушки из арсенала спецназа.

## В ролях
| Актёр          | Роль            |
| -------------- | --------------- |
| Шон Пертви     | надзиратель Чед |
| Алекс Рейд     | Луис            |
| Тоби Кеббелл   | Каллем          |
| Стивен Уайт    | Стив            |
| Люк Нил        | Льюис           |
| Бен Маккей     | Линдсей         |
| Ленора Кричлоу | Мэнди           |

## Критика
Джон Кондит из Dread Central оценил фильм на 3 из 5 звезд и заявил, что он разделит зрителей на два лагеря: «гончих, которые полюбят фильм, и жанровых снобов, которые видят фильм только как усталый возврат 80-х». В неоднозначном обзоре Филип Френч из The Guardian сравнил его с фильмом «Псы-воины» и назвал его чувство справедливости «произвольным». Лесли Фельперин из Variety заявила, что фильм «халтурный», но он понравится целевой аудитории подростков.